# H-1火箭发动机

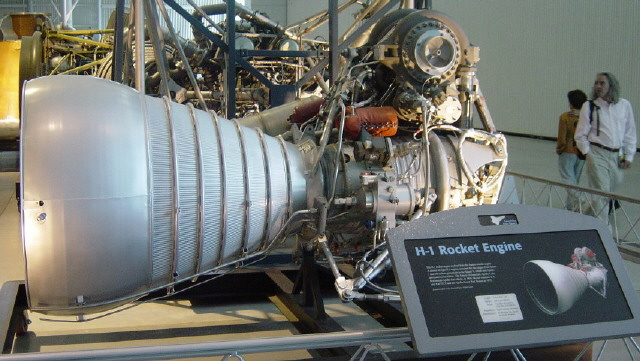
H-1发动机

H-1是一种能产生200,000磅力（890kN）推力的液氧／RP-1火箭发动机，仅用于托尔-德尔它火箭和木星火箭的第一级。 它源自于纳瓦霍导弹，经过简化并改善后用于土星一号和土星一号B的第一级，所有的S-IB级都使用八台发动机组。 后来发动机推力增加到205,000磅力（912kN），优于用在土星五号的F-1。
H-1在使用之前通常要进行数次静态试验试车来调试性能，然而在飞行中却不能重新开始，因为发动机上用于重启动的元件是不可重用的。而且，发动机点火采用固体推进剂燃气发生器（SPGG），其实就是一枚小型的固体燃料火箭，每次点火后都要换上新的。
SPGG上使500V交流电压来点火固体推进剂，产生的高温气体达到600-700psi的压力，驱动涡轮泵工作。 高温气体也是点燃燃料／氧化剂混合物的初始能量，燃料一经点燃，就不再需要SPGG驱动，直至发动机停车。

## 详细说明
|                    | 参数                     |                       |
| SA-201到SA-205     | SA-206以后               |                       |
| 推力（海平面）     | 200,000磅力（89吨）      | 205,000磅力（91吨）   |
| 发动机工作时间     | 155s                     | 155s                  |
| 比冲               | 289s                     | 289s                  |
| 发动机净重（内置） | 1,830磅（830kg）         | 2,200磅（998kg）      |
| 发动机净重（外置） | 2,100磅（953kg）         | 2,100磅（953kg）      |
| 燃尽重量           | 1,830磅（830kg）         | 2,200磅（998kg）      |
| 喷口面积比         | 8:1                      | 8:1                   |
| 推进剂             | LOX RP-1                 | LOX RP-1              |
| 混合比例           | 2.23±2%                  | 2.23±2%               |
| 燃料流速           | 2092加仑／分钟（132L/s） |                       |
| 氧化剂流速         | 3330加仑／分钟（210L/s） |                       |
| 额定燃烧室压力     | 633psia (4.4MPa )        |                       |
| 应用               | 土星一号／S-IB -8台      | 土星一号B／S-IB - 8台 |